# Histoire ancienne jusqu'à César

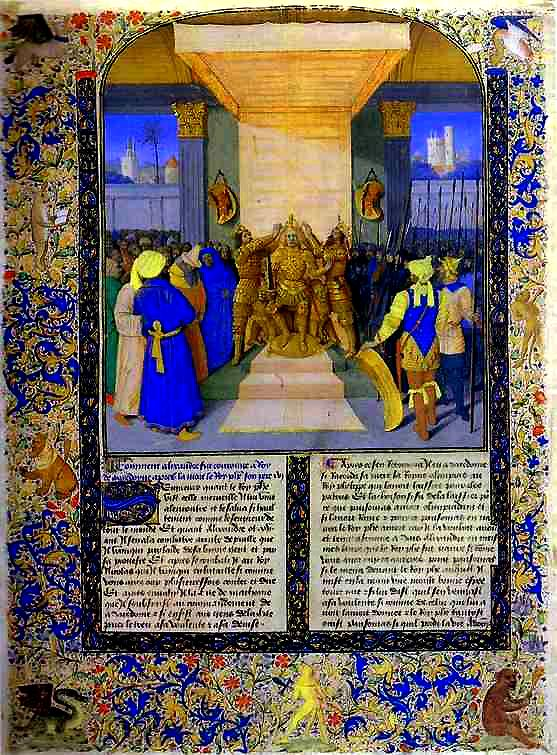
Jean Fouquet, Couronnement d'Alexandre le Grand, du XVe siècle du manuscrit de l'Histoire ancienne jusqu'à César et Faits des Romains du musée du Louvre.

L’histoire ancienne jusqu'à César est une compilation d’histoires depuis la Genèse jusqu’à César. Le texte est attribué à Wauchier de Denain ; il a été écrit au début du XIIIe siècle pour Roger IV, châtelain de Lille.
L'auteur annonce son projet de couvrir une période qui va de la Genèse à l'histoire contemporaine des Flandres, mais s'interrompt à la conquête de celles-ci par César. Il s'appuie donc sur l'histoire profane et sacrée, sur les historiens comme sur les mythographes, pour dresser un panorama qui retrace l'histoire ou la légende de différents peuples du monde connu.
La date exacte comme le lieu de rédaction sont sujets à débat : certains spécialistes donnent une date antérieure mais la plupart avancent une période comprise entre 1208 et 1213 et en situent l'écriture dans le nord de la France ou à Saint-Jean d'Acre.

## Réception moderne

### Origine du titre
Comme bon nombre d’œuvres médiévales, cette histoire ne comportait pas de titre. En 1885, le médiéviste Paul Meyer publie une étude sur le premier des textes en prose française à avoir l'ambition de raconter l'histoire antique dans son ensemble. Comme aucun des manuscrits le contenant ne va au-delà de la conquête des Flandres par César, il donne à ce texte le nom d'Histoire ancienne jusqu'à César. Ces bornes chronologiques distingue le texte d’une autre oeuvre, Faits des Romains. Cette dernière chronique médiévale a longtemps été associée à l’Histoire ancienne jusqu’à César puisqu’elle commence chronologiquement là où l’autre se termine et que ces deux oeuvres ont parfois été associées dans un même manuscrit. Il est possible de citer l’Histoire ancienne jusqu'à César et Faits des Romains conservé en plusieurs parties au musée du Louvre à Paris et au Rijksmuseum à Amsterdam.

### Travaux académiques
Au XIXe siècle une grande partie des manuscrits de l’Histoire ancienne jusqu'à César ne sont pas reconnu comme tel. En effet, il faut attendre 1885 et l’article « Les premières compilations françaises d'histoire ancienne » de Paul Meyer pour que ce type de manuscrit soit identifié comme des copies d’un même original perdu.
Après ce travail de synthèse sur les différents manuscrits des Histoires anciennes jusqu’à César, auxquels il est possible d’associer ceux d’Hugo Buchthal et de Guy Raynaud de Large, les études se sont principalement concentrées sur des aspects spécifiques du corpus. Certains se sont concentrés sur un épisode ou une iconographie en particulier. C’est par exemple le cas de Paul-Henri Michel qui, en 1958, dans son étude sur l’iconographie de Caïn et Abel s’intéresse à la miniature du folio 3 (f. 3v) du manuscrit de la bibliothèque de Dijon. D’autres ont étudié spécifiquement certains ateliers comme Jaroslav Folda qui s’est intéressé aux manuscrits réalisés en Terre sainte dans son livre Crusader Manuscript Illumination at Saint-Jean d’Acre. Enfin, d’autres travaux se concentrent sur l’étude d’une collection. Yolanta Zaluska publie par exemple en 1991 une étude sur les manuscrits enluminés de Dijon.
En 1999, Marijke De Visser-Van Terwisga publie un nouveau travail de synthèse qui s’attache à étudier le corpus dans son ensemble.
En 2010, Lisa Mahoney s’intéresse plus particulièrement au contexte de création des exemplaires de Saint-Jean-d’Acre dans son article « The "Histoire ancienne" and Dialectical Identity in the Latin Kingdom of Jerusalem ». Enfin en 2015, Emilie Maraszak publie sa thèse consacrée à l’étude du manuscrit Ms 562 de l’Histoire ancienne jusqu’à César de la Bibliothèque municipale de Dijon en comparaison avec les exemplaires conservées à la Bibliothèque royale Albert Ier de Bruxelles (ms. 18 295) et à la British Library à Londres (ms. 15268).

## Manuscrits
Il en existe au moins 68 manuscrits dont ceux :
- Bibliothèque nationale de France, Paris ;
- Bibliothèque municipale, Dijon : Ms. 562
- Bibliothèque de Rennes Métropole ;
- Bibliothèque royale, Bruxelles ;
- British Library, Londres ;
- Nationalbibliothek, Vienne ; etc.

Celui de la bibliothèque de Rennes appartenait à Tanguy IV du Chastel et sa femme Jeanne Raguenel de Malestroit. Il a été racheté début 2011 pour 280 000 euros. Jean Fouquet en a enluminé une version aujourd'hui démembrée et réduite à cinq miniatures.

## Contenu

### Le projet initial
Deux manuscrits, présentent un prologue d'auteur qui déploie le programme d'écriture suivant :
- Création
- Babylone
- Ninive
- Thèbes
- Troie
- Rome (Fondation, sénateurs, empereurs jusqu'à Auguste)

- Comment la France fut peuplée
- La venue du Christ
- Les invasions (Vandales, Goths, Huns, Normands)
- Histoire des Flandres, patrie de l’auteur et du seigneur

Sans doute à cause du succès des Faits des Romains, une biographie de César qui rendrait redondante la suite de la vie de César dans l'Histoire Ancienne jusqu'à César, le programme n'est pas mené à terme.

### Les sections
Paul Meyer, à partir du manuscrit le plus complet, détermine 10 sections principales, puis Marc-René Jung procède à un découpage plus précis :
1. Genèse
2. Orient I
3. Thèbes
4. Les Grecs et les Amazones
5. Troie
6. Enée
7. Les rois Assyriens
8. Rome
9. Orient II
10. Alexandre
11. Rome
12. La conquête de la France par César

### Les sources
Le compilateur de l'Histoire Ancienne jusqu'à César puise principalement aux sources suivantes :
- Orose, Historiae adversus paganos (Histoire contre les païens)
- Bible (Genèse)
- Eusèbe de Césarée, Chronique, transmise par l'intermédiaire d'une traduction de Jérôme.
- Pierre le Mangeur, Historia scholastica (Histoire scolastique)
- Roman de Thèbes
- Darès, De excidio Trojae historia (Histoire de la destruction de Troie)
- Julius Valerius, Épitomé
- Roman d'Alexandre
- Eutrope, Breviarium ab urbe condita (Abrégé de l'histoire romaine)
- Virgile, Enéide (avec le commentaire de Servius)
- Dictys le Crétois, Ephemeris Belli Trojani
- Servius, In tria Virgilii Opera Expositio
- Roman d’Énéas
- Pseudo Callistène, Roman d’Alexandre : la vie et les hauts faits d’Alexandre de Macédoine
- Alexandre de Paris, Roman d’Alexandre
- Jules Valère, Epitome et Historia Alexandri Magni
- Justin, Epitome historiarum Trogi Pompeii
- Trogue Pompée, Historiae philippicae et totius mundi origines et terrae situs
- Macrobe, Commentarium in Ciceronis Somnium Scipionis

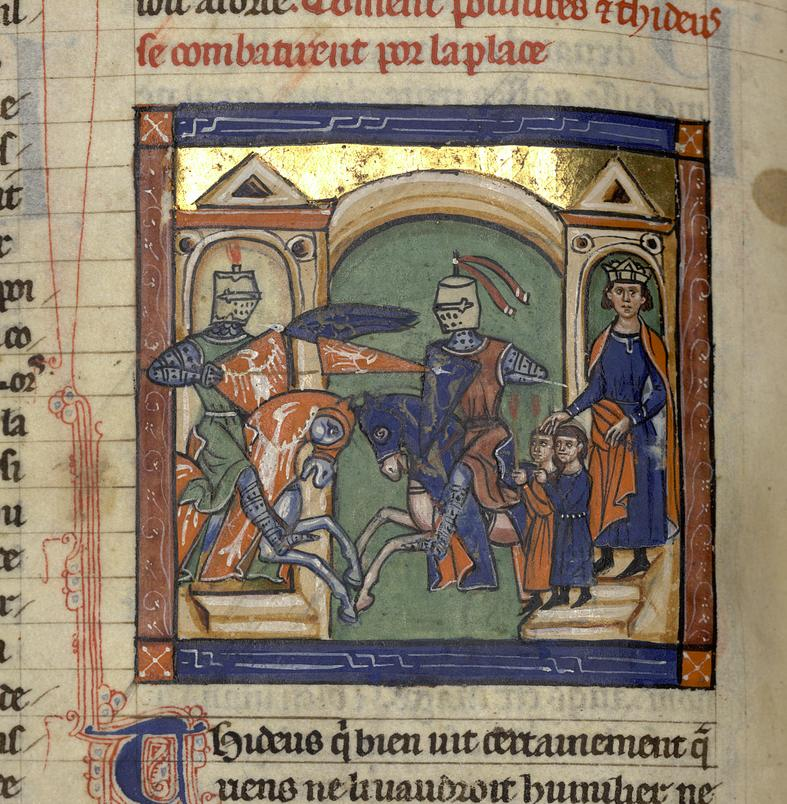
Miniature du combat de Tydée et Polynice (f. 70v). Manuscrit de lHistoire ancienne jusqu'à César (Ms. 562) - Bibliothèque municipale de Dijon

- Claudius, Histoire romaine
- Valerius Antias, Histoire romaineMiniature du combat de Tydée et Polynice (f. 70v). Manuscrit de l'Histoire ancienne jusqu'à César (Ms. 562) - Bibliothèque municipale de Dijon

### Partis pris rédactionnels
Une étude menée par Aimé Petit à propos de l'utilisation du Roman de Thèbes dans la section Thèbes de l'Histoire ancienne jusqu'à César révèle la volonté du compilateur de rechercher l'historicité. Il laisse notamment de côté un certain nombre d'éléments courtois du récit et ne décrit pas précisément les scènes de batailles. Certains éléments propres à la chanson de geste demeurent toutefois.
Plusieurs indices montrent qu'il a utilisé la version longue du récit pour écrire son oeuvre et particulièrement le manuscrit ms. A (B. N. fr. 375) du Roman de Thèbes.